# Baseball ai Giochi della XXIX Olimpiade

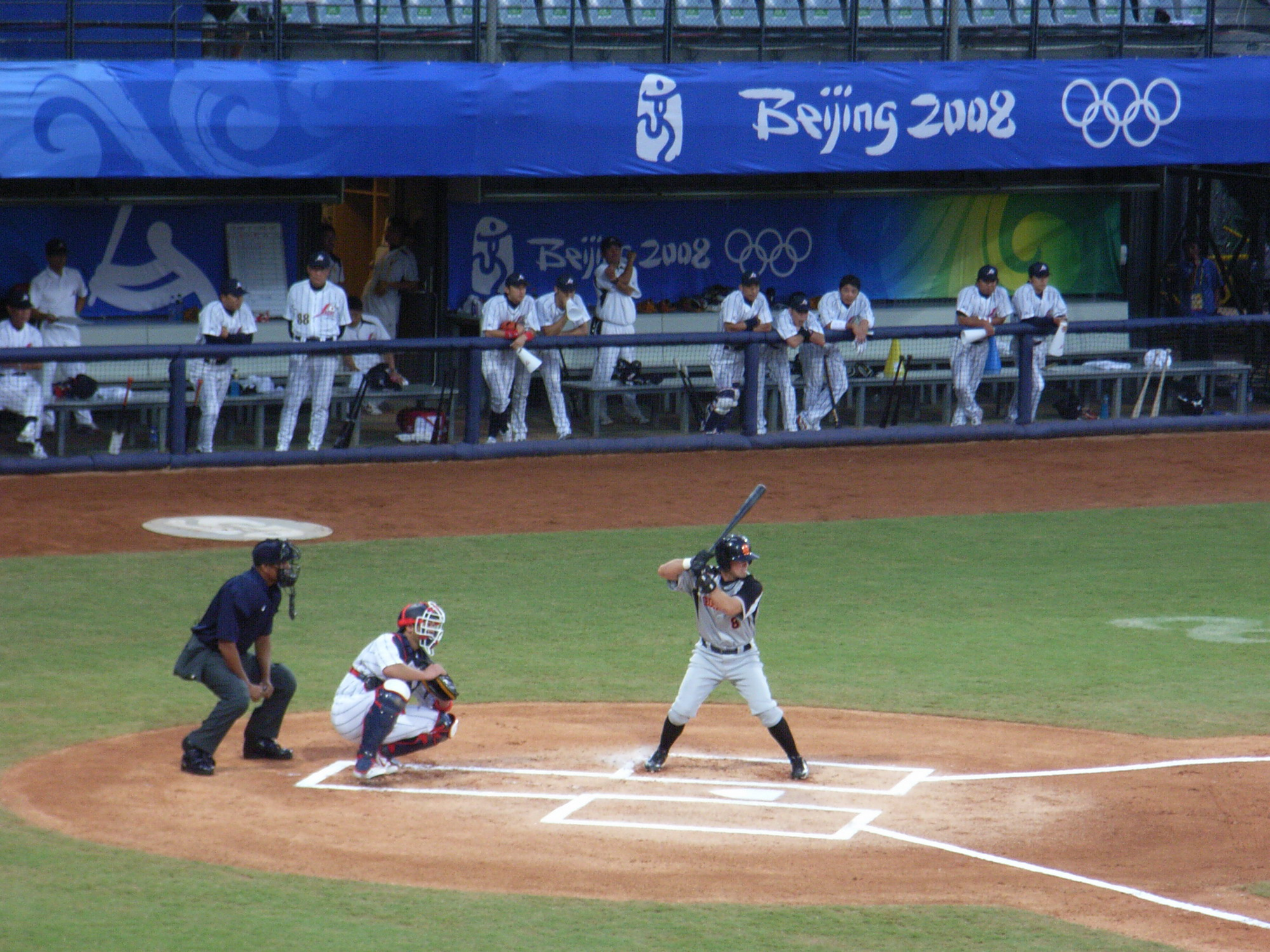
Cuba contro Olanda

Il torneo olimpico di Baseball 2008 si è tenuto a Pechino dal 13 al 23 agosto. Tutte le partite sono state giocate al Wukesong Baseball Field. Non esiste un torneo olimpico di baseball femminile; le donne partecipano al torneo olimpico di softball, uno sport molto simile al baseball.
Il CIO ha deciso di rimuovere il Baseball dal programma per le Olimpiadi 2012, per poi reinserirlo nei Giochi di Tokyo 2020.

## Formula
Al torneo hanno partecipato otto squadre. Tutte quante inserite in un girone all'italiana le cui prime quattro classificate accederanno alle semifinali del torneo. Le perdenti accederanno alla finale 3º-4º posto che assegnerà la medaglia di bronzo mentre le vincenti si qualificheranno alla finale del torneo che assegnerà la medaglia d'oro e la medaglia d'argento.

## Squadre qualificate
| Data                        | Evento                                   | Luogo      | Qualificate                        |
| --------------------------- | ---------------------------------------- | ---------- | ---------------------------------- |
|                             | Paese ospitante                          |            | Cina                               |
| 25 agosto-7 settembre 2007  | Qualificazioni Americane                 | L'Avana    | Stati Uniti Cuba                   |
| 7-16 settembre 2007         | Campionati europei                       | Barcellona | Paesi Bassi                        |
| 27 novembre-3 dicembre 2007 | Campionati asiatici                      | Taichung   | Giappone                           |
| 7-14 marzo 2008             | Torneo di qualificazione olimpico finale | Taiwan     | Canada Corea del Sud Taipei cinese |

## Calendario
| Totale | 1°T | 1°T | 1°T | 1°T | 1°T | 1°T | 1°T | 1°T |  | SF | Finale | 1 |

|  | Qualificazioni |  | FINALI |

## Podio
| Oro | Argento | Bronzo |
| Corea del Sud Hyun-Jin Ryu Ki-Joo Han Jin-Man Park Hyuk Kwon Taek-Keun Lee Dae-Ho Lee Seung-Hwan Oh Jung-Keun Bong Young-Min Ko Jong-Wook Lee Keun-Woo Jeong Min-Jae Kim Kab-Yong Jin Jin-Young Lee Won-Sam Jang Seung-Jun Song Kwang-Hyun Kim Yong-Kyu Lee Dong-Joo Kim Min-Ho Kang Hyung-Soo Kim Seung-Yeop Lee Tae-Hyon Chong Suk-Min Yoon | Cuba Ariel Pestano Yoandry Urgellés Alfredo Despaigne Luis Rodríguez Alexei Bell Yadier Pedroso Jonder Martínez Adiel Palma Luis Navas Giorvis Duvergel Alexander Mayeta Eriel Sánchez Rolando Meriño Héctor Olivera Michel Enríquez Yuliesky Gourriel Vicyohandry Odelín Pedro Luis Lazo Eduardo Paret Norberto González Norge Luis Vera Frederich Cepeda Elier Sánchez Miguel La Hera | Stati Uniti Brett Anderson Blaine Neal Matt Brown Nate Schierholtz Jeremy Cummings Michael Koplove Terry Tiffee Kevin Jepsen Brian Duensing Dexter Fowler Brandon Knight Mike Hessman Casey Weathers Jason Donald Jayson Nix Taylor Teagarden Stephen Strasburg Jake Arrieta Lou Marson Matt LaPorta Trevor Cahill Brian Barden John Gall Jeff Stevens |

## Prima fase
|  | Qualificate alle semifinali |
|  | Eliminate                   |

| Squadra       | Gioc | Vinte | Perse | Pt.fat | Pt.sub | Perc  |
| ------------- | ---- | ----- | ----- | ------ | ------ | ----- |
| Corea del Sud | 7    | 7     | 0     | 41     | 22     | 1.000 |
| Cuba          | 7    | 6     | 1     | 52     | 23     | .857  |
| Stati Uniti   | 7    | 5     | 2     | 40     | 22     | .714  |
| Giappone      | 7    | 4     | 3     | 36     | 14     | .571  |
| Taipei cinese | 7    | 2     | 5     | 29     | 33     | .286  |
| Canada        | 7    | 2     | 5     | 29     | 20     | .286  |
| Paesi Bassi   | 7    | 1     | 6     | 9      | 50     | .143  |
| Cina          | 7    | 1     | 6     | 14     | 60     | .143  |

| Data                                     | Ora¹  | Partita       | Partita         | Partita       |
| ---------------------------------------- | ----- | ------------- | --------------- | ------------- |
| 13.08.08                                 | 10.30 | Taipei cinese | 5-0             | Paesi Bassi   |
| 13.08.08                                 | 11.30 | Cina          | 0-10 (8 inning) | Canada        |
| 13.08.08                                 | 18.00 | Corea del Sud | 8-7             | Stati Uniti   |
| 13.08.08                                 | 19-00 | Cuba          | 4-2             | Giappone      |
| 14.08.08                                 | 10.30 | Paesi Bassi   | 0-7 (8 inning)  | Stati Uniti   |
| 14.08.08 (Rinv. al 17.08.08 per pioggia) | 11.30 | Corea del Sud | 1-0             | Cina          |
| 14.08.08                                 | 18.00 | Cuba          | 7-6             | Canada        |
| 14.08.08                                 | 19.00 | Taipei cinese | 1-6             | Giappone      |
| 15.08.08                                 | 10.30 | Cina          | 8-7 (12 inning) | Taipei cinese |
| 15.08.08                                 | 11.30 | Stati Uniti   | 4-5 (11 inning) | Cuba          |
| 15.08.08                                 | 18.00 | Canada        | 0-1             | Corea del Sud |
| 15.08.08                                 | 19.00 | Giappone      | 6-0             | Paesi Bassi   |
| 16.08.08                                 | 10.30 | Stati Uniti   | 5-4             | Canada        |
| 16.08.08                                 | 11.30 | Cuba          | 1-0             | Taipei cinese |
| 16.08.08                                 | 18.00 | Cina          | 4-6             | Paesi Bassi   |
| 16.08.08                                 | 19.00 | Giappone      | 3-5             | Corea del Sud |
| 18.08.08                                 | 10.30 | Canada        | 0-1             | Giappone      |
| 18.08.08                                 | 17.30 | Taipei cinese | 8-9             | Corea del Sud |
| 18.08.08                                 | 18.00 | Paesi Bassi   | 3-14 (8 inning) | Cuba          |
| 18.08.08                                 | 19.00 | Stati Uniti   | 9-1             | Cina          |
| 19.08.08                                 | 10.30 | Paesi Bassi   | 0-4             | Canada        |
| 19.08.08                                 | 11.30 | Corea del Sud | 7-4             | Cuba          |
| 19.08.08                                 | 18.00 | Giappone      | 10-0            | Cina          |
| 19.08.08                                 | 19.00 | Stati Uniti   | 4-2             | Taipei cinese |
| 20.08.08                                 | 10.30 | Cuba          | 17-1 (7 inning) | Cina          |
| 20.08.08                                 | 11.30 | Paesi Bassi   | 0-10 (8 inning) | Corea del Sud |
| 20.08.08                                 | 18.00 | Canada        | 5-6             | Taipei cinese |
| 20.08.08                                 | 19.00 | Giappone      | 2-4             | Stati Uniti   |

- (¹) - Ora locale (UTC +8)

## Fase ad eliminazione diretta
|  | Semifinali    | Semifinali    | Semifinali |      |               | Finale 1º/2º posto | Finale 1º/2º posto | Finale 1º/2º posto |  |
|  |               |               |            |      |               |                    |                    |                    |  |
|  | Corea del Sud | Corea del Sud | 6          |      |               |                    |                    |                    |  |
|  | Corea del Sud | Corea del Sud | 6          |      |               |                    |                    |                    |  |
|  | Giappone      | Giappone      | 2          |      |               |                    |                    |                    |  |
|  | Giappone      | Giappone      | 2          |      | Corea del Sud | Corea del Sud      | 3                  |                    |  |
|  |               |               |            |      | Corea del Sud | Corea del Sud      | 3                  |                    |  |
|  |               |               | Cuba       | Cuba | 2             |                    |                    |                    |  |
|  | Cuba          | Cuba          | Cuba       | Cuba | 2             | 10                 |                    |                    |  |
|  | Cuba          | Cuba          |            |      |               | 10                 |                    |                    |  |
|  | Stati Uniti   | Stati Uniti   | 2          |      |               | Finale 3º/4º posto | Finale 3º/4º posto | Finale 3º/4º posto |  |
|  | Stati Uniti   | Stati Uniti   | 2          |      |               |                    |                    |                    |  |
|  |               |               |            |      |               |                    |                    |                    |  |
|  |               |               |            |      |               | Giappone           | Giappone           | 4                  |  |
|  |               |               |            |      |               | Giappone           | Giappone           | 4                  |  |
|  |               |               |            |      |               | Stati Uniti        | Stati Uniti        | 8                  |  |

### Semifinali
| 22/08/2008 | 10.30 | Corea del Sud | - | Giappone    | 6-2  | 0-1, 0-0, 0-1, 1-0, 0-0, 0-0, 1-0, 4-0, X-0 | Wukesong Baseball Field |
| 22/08/2008 | 18.00 | Cuba          | - | Stati Uniti | 10-2 | 0-0, 0-0, 2-0, 1-1, 0-1, 1-0, 0-0, 6-0, X-0 | Wukesong Baseball Field |

### Finale terzo/quarto posto
| 23/08/2008 | 10.30 | Giappone | - | Stati Uniti | 4-8 | 1-0, 0-1, 3-3, 0-0, 0-4, 0-0, 0-0, 0-0, 0-X | Wukesong Baseball Field |

### Finale
| 23/08/2008 | 18.00 | Corea del Sud | - | Cuba | 3-2 | 2-1, 0-0, 0-0, 0-0, 0-0, 0-0, 1-1, 0-0, 0-0 | Wukesong Baseball Field |